# Revo (음악가)
레보(Revo)는 남성(男), 6월 19일 태생인 일본의 사운드 크리에이터로 사운드 호라이즌(Sound horizon), 링크드 호라이즌(Linked Horizon)의 유일한 정식 멤버이다.
현재, 작사/작곡/편곡/프로듀싱 등 다방면에서 활동 중이다.

## 디스코그래피
Sound Horizon의 명의- SH, †Revo의 명의-†Revo, Revo의 명의- Revo, Linked Horizon의 명의- LH
- Chronicle(2001.12.30)-SH
- Thanatos(2002.8.12)- SH
- Lost(2002.12.30)- SH
- Pico Magic(1st Pleasure CD).(2003.5.4)- SH
- Pico Magic Reloaded(2nd Pleasure CD).(2003.8.17)- SH
- 1st Story Renewal CD 'Chronicle 2nd'.(2004.3.19)- SH
- Elysion ～楽園への前奏曲～(2004.10.27)- SH
- リヴァイアサン　終末を告げし獣(2005.3.2)- Revo
- Elysion～楽園幻想物語組曲～(2005.4.13)- SH
- Poca felicità(2005.12.21)- Revo
- ・・・for rest(2005.5.17)- Revo
- Maxi single '少年は剣を・・・'(2006.10.4)- SH
- 霧の向こうに繋がる世界(2006.6.14)- †Revo(霜月はるか†Revo)
- Roman(2006.11.22)- SH
- Maxi single '聖戦のイベリア'(2007.8.1)- SH
- Dream Port (2008. 6. 18)-†Revo (梶浦由記†Revo）
- Moira (2008. 9. 3)-SH
- Maxi single 'イドへ至る森へ至るイド' (2010 . 6. 16)- SH
- Märchen (2010. 12. 15) - SH
- Maxi single 'ルクセンダルク小紀行' (2012. 08. 22)- LH
- ルクセンダルク大紀行 (2012. 9. 19)- LH
- Maxi single '自由への進擊' (2013. 07. 10)- LH
- Maxi single 'ハロウィンと夜の物語' (2013. 10. 09)- SH
- Maxi single 'ヴァニシング・スターライト' (2014. 10. 01)- SH
- Nein (2015. 04. 22)- SH
- 進撃の軌跡 (2017. 05. 17) - LH
- Maxi single '楽園への進撃' (2018. 09. 19)- LH
- Maxi single '真実への進撃' (2019. 06. 19)- LH
- 絵馬に願ひを！（Prologue Edition） (2021. 01. 13)- SH
- BRAVELY DEFAULT II Original Soundtrack (2021. 02. 26)- Revo
- 絵馬に願ひを！（Full Edition） (2023. 06. 14)- SH
- 進撃の記憶 (2024. 08. 07)- LH
- Maxi single 'ハロウィンと朝の物語' (2024. 11. 13)- SH

## 인물/에피소드
- '아니칸R'로부터의 인터뷰에 의하면, Revo라는 닉네임의 유래는 'Revolution'이었다고 한다.
- 학생시절(중학생무렵)에 메타리카 등의 카피 밴드를 친구들과 결성. 후에 DTM으로 전향하여 자신의 HP 「Sound Horizon」으로 게임 음악의 카피나 어레인지와 함께 스토리 첨부의 오리지날 곡을 공개한 것이, 현재의 음악 활동의 시작이 되었다.
- 대기업 동인지 즉매회에서 코믹이나 애니메이션의 2차 창작책 뿐만 아니라 오리지날 CD 등을 취급할 수 있다는 것을 알고, 코믹 마켓(일본의 부산코믹월드나 서울 코믹월드와 같은 행사)에 응모하는 것도 추첨에 의해 낙선됐다. 그 때문에, 동이벤트에 당선이 되어있던 동지 Yokoyan(요코얀. Sound Horizon의 일러스트레이터)의 부스에서 앨범 Chronicle을 판매했던 것이 Sound Horizon 활동의 시초가 되었다.
- 어렸을 때 그림에 뛰어난 재능을 보였다고 한다.
- 친척누나에게로부터 엘렉톤(ELECTONE)을 받은 적이 있다.
- 'Pico magic'의 판매 때 선글라스를 착용하고 나왔다가 반응이 좋아 그 때부터 트레이드마크가 되었다.[1]
- 학창 시절, 기계체조 출신이었다.
- 콘서트 중 앞돌기 실패로 격렬하게 허리를 다쳤었다. 하지만 상처 상태를 나중이 되어서야 갱신하므로, 국민들의 걱정을 사고있다. 그러나 「Roman~이어져가는 우리들의 이야기~」 도쿄 추가 공연에서 전방 물구나무 서기를 보여준 뒤부터, 운동신경은 좋다고 생각된다.
- 매운 것(ex:인도카레)과 느끼한 것(ex:마요네즈)을 좋아한다.
- 음악 이외의 일도 손재주있게 해내지만, 콘택트 렌즈를 끼는 데에 서투르다. 「스스로 하면 30분만에 끝냅니다.」
- JAKE(제이크)씨의 갱신. 라이브 시에도 멤버에게 비밀로 소재료를 사오는 상냥함을 보여준다.
- 좋아하는(or존경하는) 가수는 히사이시 조, 비틀즈 등의 가수를 좋아하며, 영화배우는 조니 뎁. 그리고 역사상 인물은 레오나르도 다 빈치와 나폴레옹을 좋아한다.
- 특기 요리는 파스타. 좋아하는 음식은 소금, 고기의 살코기, 파스타, 훈제 치즈, 컨트리맘, 블랙썬더.
- 와인 애호가. 술에 대해서는 와인 러버(적포도주)파. 좋아하는 한국 술은 백세주라고 한다. 일본 술(사케)을 좋아하는 모습을 보인다.
- 언제나 상냥한 사람이지만, 작곡 시에는 귀신 클래스로 체인지. 집사도 맨발로 도망가는 무서움을 발휘한다고 한다.
- 콘서트를 하기 전 와인을 마신다고 한다.
- 장래의 꿈은 외국의 성에 사는 것.
- 학생 시절을 오사카에서 보내, 오사카에는 깊은 생각이 있다 라고 발언했다.
- 잔걱정이 많은 성격이다. 2006년 6월 라이브 콘서트에서 인파에게 밀려 기분이 나쁜 관객 하나에게, 시종 「괜찮아?」라고 몇 번이나 말을 걸었다. 그 후로 연주에 집중하지 못하고 계속 걱정하는 모습을 보이고 있을 정도다. (콘서트 중 관객의 막차걱정도 했다고 한다.)
- 음악에 대해 깊은 생각이 강하고, 「괴로운 일로 음악을 그만두려고 한 일도 몇 번 있었습니다만, 멈추지 않았습니다. 왜냐하면 음악을 정말 좋아하기 때문입니다」라는 주지의 발언이 있었다.

+ 과거에 Jimang(지망구)라디오에 게스트로 출연했을 때, 「Revo군은 다시 태어나면 뭐가 되고 싶어?」라고 하는 물음에 대해서, 「다시 태어나도 음악은 계속해 나가고 싶다」라고 대답했다.
- Jimang(지망구) 라디오에서, 나고야 공연 후에 분장실을 방문했더니 Revo가 바지 하나만으로 편히 쉬고있던 도중에, 지망구가 달라붙어 위로한 순간 쓰러지듯이 통곡(or오열)해버렸다고 한다. (후의 라이브로 「Revo군의 순수한 눈물을 보았다」라고 발언하고 있는 일부터, 라이브에 성공한 기쁜 눈물이라고 생각되고 있다.)
- 자신의 집에는 로랑들이 보낸 선물을 보관하는 방이 따로 있다고 한다.
- 어렸을 때 피아노를 잠시 배웠으나 관두었다. 집에 피아노는 없음.
- 베토벤, 바흐, 모차르트, 레드 제플린, 딥 퍼플, 사카모토 류이치 등의 음악가들에게 영향을 받았다.
- 작곡 자체는 그다지 시간이 걸리지 않는다고 한다('ハロウィンと夜の物語'의 '별이 아름다운 밤'의 작곡시간은 하루에서 이틀정도 작곡. 동일 앨범의 '아침까지 할로윈'은 30초 정도만에 만들 수 있는 곡이라고). 순간의 영감이 크게 좌우한다. 기본 설정이나 스토리 제작에 더 오랜 시간이 걸리는 편.
- Marchen 제작당시 사용된 악보는 2875장.
- 진격의 거인 라디오에 등장했을 때 사연 제보자의 고민을 타파하는 코너에서 거인이 되어 종이를 먹었다.
- 9th story concert Nein ~서양골동 다락방당에 어서오세요~Blu-ray의 콤플리트 초 디럭스반 3CD 제작 당시 식이조절을 위해 스탭들과 함께 카레 가게에 갔을 때 두부와 카레를 함께 먹었다.얼마 후 있을 구매자 특별 상영회때문인 듯.
- 매일 스튜디오에서 직접 실험한 결과 컨트리맘을 전자렌지에 데우기는 30초가 적당하다고 한다.
- 진격!거인 중학교 코믹스에서 브라보-!를 외치며 등장. 이후 진격!거인 중학교 애니메이션에도 같은 장면으로 등장했다. 성우로써 직접 브라보-!를 외쳤다.
- 2011년 8월 27일 영토 부흥 원정 투어 한국 콘서트 당시 MC코너에서 '쿠마노 푸상'이라는 말장난을 했지만 회장에 있던 사람들은 알아듣지 못했다.[2]